# Раздвоенный пенис

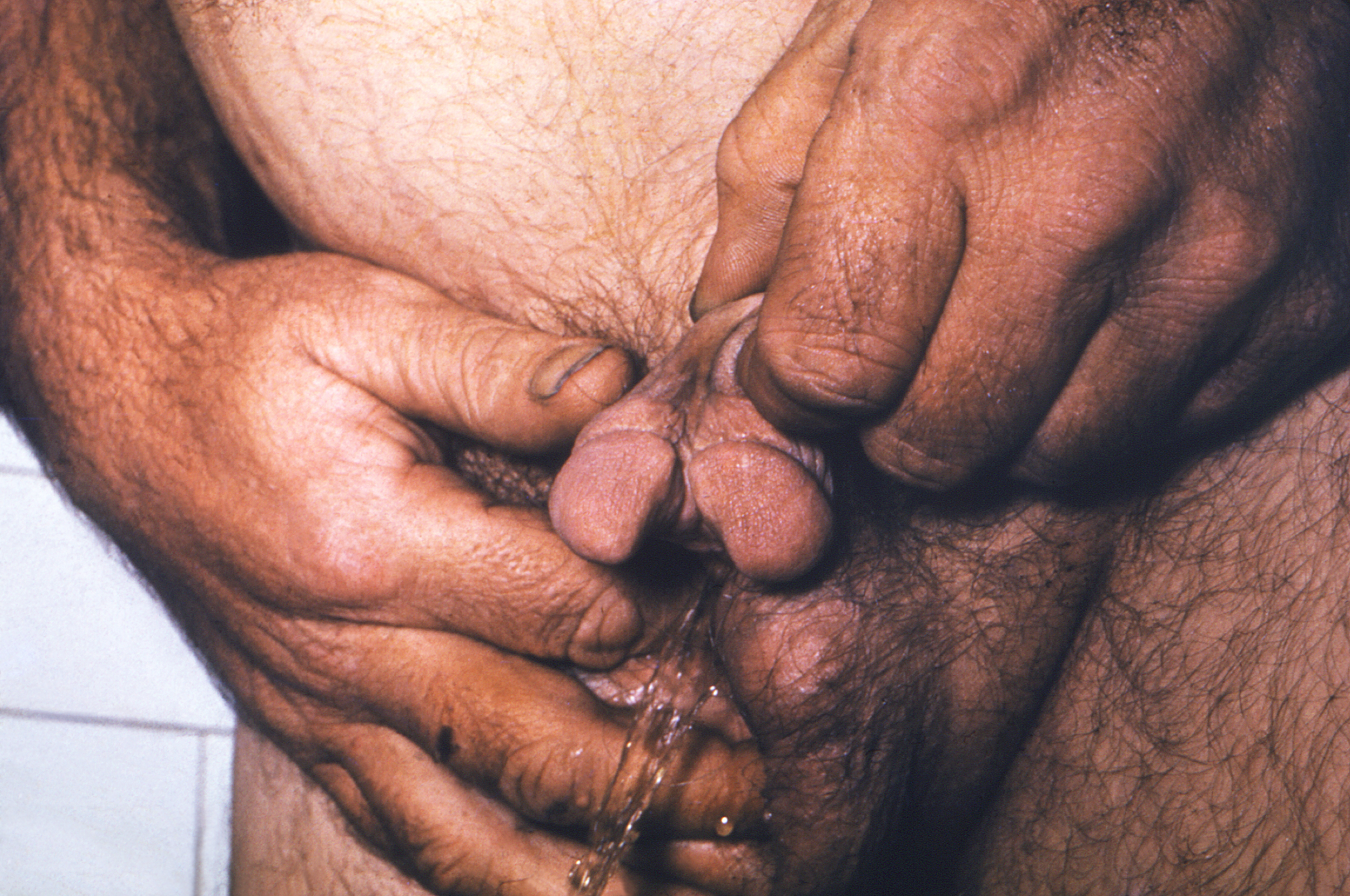
Австралийский мужчина демонстрирует сочетание раздвоенного пениса с гипоспадией.

Раздво́енный (или двойно́й) пе́нис (англ. bifid penis или англ. double penis) — редкая врождённая патология (аномалия развития), связанная с закладкой и последующим развитием двух половых бугорков.

## Животный мир
У многих самцов сумчатых раздвоенный пенис — явление вполне естественное. В процессе совокупления они вводят левую и правую части полового члена в несколько вагинальных каналов одновременно.